# Strada statale 44 bis Passo del Rombo
La strada statale 44 bis Passo del Rombo (SS 44 bis) è una strada statale che mette in comunicazione la Val Passiria con l'Austria.
Ha origine a San Leonardo in Passiria dalla strada statale 44 del Passo di Giovo e termina al confine nazionale, proseguendo poi sul versante austriaco con la numerazione 186.
La strada, staccatasi dalla SS 44 del Passo di Giovo, continua a risalire la Val Passiria passando per Moso in Passiria e raggiunge dopo poco meno di 30 chilometri la frontiera austriaca ai 2509 m del Passo del Rombo, mentre l'altra statale devia per risalire una valle laterale verso il passo di Giovo.